# Gaismühle (Dinkelsbühl)
Gaismühle ist ein Gemeindeteil der Großen Kreisstadt Dinkelsbühl im Landkreis Ansbach (Mittelfranken, Bayern). Gaismühle liegt in der Gemarkung Dinkelsbühl.

## Geografie
Die Einöde liegt am Walkenweiherbach, einem rechten Zufluss der Wörnitz, der unmittelbar westlich des Ortes den Gaisweiher speist und östlich den Walkweiher. Diese Weiherlandschaft ist als Naturschutzgebiet ausgezeichnet. Im Nordwesten liegt das Gaisfeld, im Osten das Hoffeld. Im Norden grenzen Neubaugebiete der Stadt Dinkelsbühl an. Die Kreisstraße AN 45/K 3222 führt nach Dinkelsbühl zur Staatsstraße 2220 (0,7 km nordwestlich) bzw. nach Dürrenstetten (2,5 km südlich).

## Geschichte
Zu der Zeit des Alten Reiches lag Gaismühle im Fraischbezirk der Reichsstadt Dinkelsbühl. Diese war zugleich der Grundherr der Mühle.
Im Jahr 1809 wurde Gaismühle infolge des Gemeindeedikts dem Steuerdistrikt und der Munizipalgemeinde Dinkelsbühl zugeordnet.

## Einwohnerentwicklung
| Jahr      | 001818 | 001840 | 001871 | 001885 | 001900 | 001925 | 001950 | 001961 | 001970 | 001987 |
| Einwohner | 5      | 11     | 12     | 5      | 6      | 6      | 6      | 2      | 2      | 6      |
| Häuser    | 2      | 1      |        | 1      | 1      | 1      | 1      | 1      |        | 1      |
| Quelle    | [ 9 ]  | [ 10 ] | [ 11 ] | [ 12 ] | [ 13 ] | [ 14 ] | [ 15 ] | [ 16 ] | [ 17 ] | [ 1 ]  |

## Baudenkmal
- Haus Nr. 1: ehemaliges Mühlengebäude, erdgeschossiger Putzbau mit Satteldach und Zwerchhaus, im Kern 16./17. Jahrhundert, um 1990 ausgebaut und modernisiert[18]

## Religion
Der Ort ist seit der Reformation evangelisch-lutherisch geprägt und bis heute nach St. Vinzenz (Segringen) gepfarrt. Die Katholiken sind nach St. Georg (Dinkelsbühl) gepfarrt.